# Liste der Nummer-eins-Hits in Norwegen (1958)
Diese Liste enthält alle Nummer-eins-Hits in Norwegen im Jahr 1958. Es gab in diesem Jahr ab der 42. Kalenderwoche zwei Nummer-eins-Singles.
| Singles |
| --- |
| - Billy Vaughn Orchestra - Sail Along Silvery Moon - 3 Wochen (42/1958 – 44/1958) - Louis Prima - Buona sera - 9 Wochen (45/1958 – 1/1959) |

Siehe auch: Nummer-eins-Hits 1958 in  Australien, Belgien, Deutschland, Frankreich, Kanada, den Vereinigten Staaten und im Vereinigten Königreich.